# Saison 2024-2025 des 76ers de Philadelphie
La saison 2024-2025 des 76ers de Philadelphie est la 86e saison de la franchise en National Basketball Association (NBA).
Le 29 mars, les 76ers sont éliminés de la course aux playoffs après une défaite contre le Heat de Miami (95-118).

## Draft
| Tour | Choix | Joueur       | Poste | Nationalité       | Provenance          |
| ---- | ----- | ------------ | ----- | ----------------- | ------------------- |
| 1    | 16    | Jared McCain | PG    | États-Unis        | Blue Devils de Duke |
| 2    | 41    | Adem Bona    | PF/C  | Nigeria / Turquie | Bruins de l'UCLA    |

## Matchs

### Summer League
| Summer League Total: 5-3 |

| Match | Date match | Équipe        | Score    | Meilleur marqueur     | Meilleur rebondeur    | Meilleur passeur    | Lieux Spectateurs  | Série |
| ----- | ---------- | ------------- | -------- | --------------------- | --------------------- | ------------------- | ------------------ | ----- |
| 1     | 8 juillet  | Oklahoma City | V 102-92 | Ricky Council IV (29) | Aluma, Council IV (8) | Dowtin, Hampton (4) | Delta Center 0     | 1 - 0 |
| 2     | 9 juillet  | Memphis       | D 85-87  | Jeff Dowtin (18)      | David Jones (10)      | Jeff Dowtin (6)     | Delta Center 0     | 1 - 1 |
| 3     | 10 juillet | Utah          | D 85-93  | Ricky Council IV (20) | Adem Bona (6)         | Jeff Dowtin (6)     | Delta Center 8 908 | 1 - 2 |

| Match | Date match | Équipe      | Score    | Meilleur marqueur     | Meilleur rebondeur | Meilleur passeur    | Lieux Spectateurs      | Série |
| ----- | ---------- | ----------- | -------- | --------------------- | ------------------ | ------------------- | ---------------------- | ----- |
| 1     | 13 juillet | Détroit     | V 94-81  | Ricky Council IV (24) | Keve Aluma (8)     | Jeff Dowtin (8)     | Cox Pavilion 0         | 1 - 0 |
| 2     | 15 juillet | Portland    | D 95-97  | Ricky Council IV (18) | Tony Bradley (8)   | Jeff Dowtin (8)     | Thomas & Mack Center 0 | 1 - 1 |
| 3     | 16 juillet | Minnesota   | V 92-90  | Jared McCain (21)     | Adem Bona (9)      | Dowtin, Edwards (3) | Thomas & Mack Center 0 | 2 - 1 |
| 4     | 19 juillet | San Antonio | V 96-80  | Ricky Council IV (20) | Keve Aluma (9)     | Jeff Dowtin (5)     | Thomas & Mack Center 0 | 3 - 1 |
| 5     | 21 juillet | Boston      | V 103-98 | David Jones (23)      | David Jones (8)    | Judah Mintz (5)     | Cox Pavilion 0         | 4 - 1 |

### Pré-saison
| Pré-saison Total: 3-3 (Domicile : 2-0; Extérieur : 1-3) |

| Match | Date match | Équipe               | Score     | Meilleur marqueur   | Meilleur rebondeur      | Meilleur passeur        | Lieux Spectateurs         | Série |
| ----- | ---------- | -------------------- | --------- | ------------------- | ----------------------- | ----------------------- | ------------------------- | ----- |
| 1     | 7 octobre  | New Zealand Breakers | V 139-84  | Quatre joueurs (15) | Drummond, McCain (7)    | Jeff Dowtin (6)         | Wells Fargo Center 19 767 | 1 - 0 |
| 2     | 11 octobre | @ Minnesota          | D 111-121 | Paul George (23)    | Andre Drummond (15)     | Council IV, Jackson (3) | Wells Fargo Arena 14 981  | 1 - 1 |
| 3     | 12 octobre | @ Boston             | D 89-139  | Jared McCain (20)   | Ricky Council IV (5)    | Trois joueurs (3)       | TD Garden 19 156          | 1 - 2 |
| 4     | 14 octobre | @ Atlanta            | V 104-89  | Maxey, Oubre (14)   | Drummond, Yabusele (11) | Tyrese Maxey (7)        | State Farm Arena 13 203   | 2 - 2 |
| 5     | 16 octobre | Brooklyn             | V 117-95  | Kelly Oubre (18)    | Andre Drummond (9)      | Tyrese Maxey (5)        | Wells Fargo Center 19 914 | 3 - 2 |
| 6     | 18 octobre | @ Orlando            | D 99-114  | Kelly Oubre (17)    | Andre Drummond (20)     | Dowtin, Jackson (3)     | Kia Center 18 846         | 3 - 3 |

### Saison régulière
| Saison régulière Total: 24-58 (Domicile : 12-29; Extérieur : 12-29) |

| Match | Date match | Équipe    | Score          | Meilleur marqueur | Meilleur rebondeur  | Meilleur passeur      | Lieux Spectateurs            | Série |
| ----- | ---------- | --------- | -------------- | ----------------- | ------------------- | --------------------- | ---------------------------- | ----- |
| 1     | 23 octobre | Milwaukee | D 109-124      | Tyrese Maxey (25) | Andre Drummond (13) | Kyle Lowry (6)        | Wells Fargo Center 19 754    | 0 - 1 |
| 2     | 25 octobre | @ Toronto | D 107-115      | Kelly Oubre (28)  | Andre Drummond (9)  | Martin, Maxey (4)     | Scotiabank Arena 18 345      | 0 - 2 |
| 3     | 27 octobre | @ Indiana | V 118-114 (OT) | Tyrese Maxey (45) | Andre Drummond (17) | Martin Jr., Maxey (4) | Gainbridge Fieldhouse 17 274 | 1 - 2 |
| 4     | 30 octobre | Détroit   | D 95-105       | Tyrese Maxey (32) | Andre Drummond (11) | Tyrese Maxey (7)      | Wells Fargo Center 19 759    | 1 - 3 |

| Match                                  | Date match  | Équipe          | Score          | Meilleur marqueur  | Meilleur rebondeur      | Meilleur passeur  | Lieux Spectateurs           | Série  |
| -------------------------------------- | ----------- | --------------- | -------------- | ------------------ | ----------------------- | ----------------- | --------------------------- | ------ |
| 5                                      | 2 novembre  | Memphis         | D 107-124      | Tyrese Maxey (23)  | Andre Drummond (9)      | Tyrese Maxey (6)  | Wells Fargo Center 20 066   | 1 - 4  |
| 6                                      | 4 novembre  | @ Phoenix       | D 116-118      | Tyrese Maxey (32)  | Caleb Martin (10)       | Kyle Lowry (7)    | Footprint Center 17 071     | 1 - 5  |
| 7                                      | 6 novembre  | @ L.A. Clippers | D 98-110       | George, Oubre (18) | Andre Drummond (10)     | Kyle Lowry (4)    | Intuit Dome 15 627          | 1 - 6  |
| 8                                      | 8 novembre  | @ L.A. Lakers   | D 106-116      | Jared McCain (18)  | Andre Drummond (12)     | Paul George (8)   | Crypto.com Arena 18 485     | 1 - 7  |
| 9                                      | 10 novembre | Charlotte       | V 107-105 (OT) | Jared McCain (27)  | Andre Drummond (10)     | Paul George (9)   | Wells Fargo Center 19 764   | 2 - 7  |
| 10                                     | 12 novembre | New York*       | D 99-111       | Paul George (29)   | Paul George (10)        | Joel Embiid (5)   | Wells Fargo Center 19 758   | 2 - 8  |
| 11                                     | 13 novembre | Cleveland       | D 106-114      | Jared McCain (34)  | Bona, Yabusele (9)      | Jared McCain (10) | Wells Fargo Center 19 777   | 2 - 9  |
| 12                                     | 15 novembre | @ Orlando*      | D 86-98        | Jared McCain (29)  | Joel Embiid (8)         | Paul George (5)   | Kia Center 17 843           | 2 - 10 |
| 13                                     | 18 novembre | @ Miami         | D 89-106       | Jared McCain (20)  | Joel Embiid (8)         | Trois joueurs (5) | Kaseya Center 19 608        | 2 - 11 |
| 14                                     | 20 novembre | @ Memphis       | D 111-117      | Joel Embiid (35)   | Joel Embiid (11)        | Jared McCain (5)  | FedExForum 15 533           | 2 - 12 |
| 15                                     | 22 novembre | Brooklyn*       | V 113-98       | Jared McCain (30)  | Guerschon Yabusele (11) | Tyrese Maxey (5)  | Wells Fargo Center 19 817   | 3 - 12 |
| 16                                     | 24 novembre | L.A. Clippers   | D 99-125       | Jared McCain (18)  | Guerschon Yabusele (6)  | Trois joueurs (4) | Wells Fargo Center 19 780   | 3 - 13 |
| 17                                     | 27 novembre | Houston         | D 115-122 (OT) | Tyrese Maxey (39)  | Ricky Council IV (10)   | Tyrese Maxey (10) | Wells Fargo Center 19 765   | 3 - 14 |
| 18                                     | 30 novembre | @ Détroit       | V 111-96       | Tyrese Maxey (28)  | George, Yabusele (8)    | Tyrese Maxey (6)  | Little Caesars Arena 22 062 | 4 - 14 |
| *Matchs comptant pour la NBA Cup 2024. |             |                 |                |                    |                         |                   |                             |        |

| Match                                 | Date match  | Équipe       | Score     | Meilleur marqueur  | Meilleur rebondeur      | Meilleur passeur    | Lieux Spectateurs                 | Série   |
| ------------------------------------- | ----------- | ------------ | --------- | ------------------ | ----------------------- | ------------------- | --------------------------------- | ------- |
| 19                                    | 3 décembre  | @ Charlotte* | V 110-104 | Paul George (29)   | Guerschon Yabusele (12) | Paul George (8)     | Spectrum Center 14 956            | 5 - 14  |
| 20                                    | 4 décembre  | Orlando      | D 102-106 | Jared McCain (24)  | McCain, Yabusele (7)    | Tyrese Maxey (6)    | Wells Fargo Center 19 851         | 5 - 15  |
| 21                                    | 6 décembre  | Orlando      | V 102-94  | Paul George (21)   | Andre Drummond (11)     | Paul George (9)     | Wells Fargo Center 19 802         | 6 - 15  |
| 22                                    | 8 décembre  | @ Chicago    | V 108-100 | Joel Embiid (31)   | Joel Embiid (12)        | Tyrese Maxey (14)   | United Center 18 837              | 7 - 15  |
| 23                                    | 13 décembre | Indiana      | D 107-121 | Tyrese Maxey (22)  | Kelly Oubre (13)        | Joel Embiid (5)     | Wells Fargo Center 19 771         | 7 - 16  |
| 24                                    | 16 décembre | @ Charlotte  | V 121-108 | Tyrese Maxey (40)  | Andre Drummond (15)     | Paul George (8)     | Spectrum Center 14 677            | 8 - 16  |
| 25                                    | 20 décembre | Charlotte    | V 108-98  | Joel Embiid (34)   | Paul George (10)        | Joel Embiid (9)     | Wells Fargo Center 20 291         | 9 - 16  |
| 26                                    | 21 décembre | @ Cleveland  | D 99-126  | Tyrese Maxey (27)  | Andre Drummond (8)      | Martin, Maxey (3)   | Rocket Mortgage FieldHouse 19 432 | 9 - 17  |
| 27                                    | 23 décembre | San Antonio  | V 111-106 | Tyrese Maxey (32)  | Tyrese Maxey (10)       | Tyrese Maxey (8)    | Wells Fargo Center 19 986         | 10 - 17 |
| 28                                    | 25 décembre | @ Boston     | V 118-114 | Tyrese Maxey (33)  | Joel Embiid (9)         | Tyrese Maxey (12)   | TD Garden 19 156                  | 11 - 17 |
| 29                                    | 28 décembre | @ Utah       | V 114-111 | Embiid, Maxey (32) | Guerschon Yabusele (8)  | Tyrese Maxey (6)    | Delta Center 18 175               | 12 - 17 |
| 30                                    | 30 décembre | @ Portland   | V 125-103 | Joel Embiid (37)   | Joel Embiid (9)         | George, Jackson (4) | Moda Center 16 721                | 13 - 17 |
| *Match comptant pour la NBA Cup 2024. |             |              |           |                    |                         |                     |                                   |         |

| Match | Date match  | Équipe              | Score          | Meilleur marqueur   | Meilleur rebondeur     | Meilleur passeur  | Lieux Spectateurs            | Série   |
| ----- | ----------- | ------------------- | -------------- | ------------------- | ---------------------- | ----------------- | ---------------------------- | ------- |
| 31    | 1er janvier | @ Sacramento        | D 107-113      | Paul George (30)    | Andre Drummond (9)     | Tyrese Maxey (7)  | Golden 1 Center 16 024       | 13 - 18 |
| 32    | 2 janvier   | @ Golden State      | D 105-139      | Joel Embiid (28)    | Joel Embiid (14)       | Tyrese Maxey (6)  | Chase Center 18 064          | 13 - 19 |
| 33    | 4 janvier   | @ Brooklyn          | V 123-94       | Joel Embiid (28)    | Joel Embiid (12)       | Tyrese Maxey (7)  | Barclays Center 17 926       | 14 - 19 |
| 34    | 6 janvier   | Phoenix             | D 99-109       | Tyrese Maxey (31)   | Kelly Oubre (11)       | Tyrese Maxey (10) | Wells Fargo Center 19 791    | 14 - 20 |
| 35    | 8 janvier   | Washington          | V 109-103      | Tyrese Maxey (29)   | Guerschon Yabusele (8) | Tyrese Maxey (6)  | Wells Fargo Center 19 762    | 15 - 20 |
| 36    | 10 janvier  | La Nouvelle-Orléans | D 115-123      | Tyrese Maxey (30)   | Paul George (11)       | Tyrese Maxey (12) | Wells Fargo Center 19 779    | 15 - 21 |
| 37    | 12 janvier  | @ Orlando           | D 99-104       | Tyrese Maxey (29)   | Paul George (10)       | Paul George (6)   | Kia Center 17 723            | 15 - 22 |
| 38    | 14 janvier  | Oklahoma City       | D 102-118      | Justin Edwards (25) | Guerschon Yabusele (7) | Trois joueurs (4) | Wells Fargo Center 19 771    | 15 - 23 |
| 39    | 15 janvier  | New York            | D 119-125 (OT) | Tyrese Maxey (33)   | Kelly Oubre (10)       | Trois joueurs (6) | Wells Fargo Center 20 088    | 15 - 24 |
| 40    | 18 janvier  | @ Indiana           | D 102-115      | Tyrese Maxey (28)   | Ricky Council IV (9)   | Jeff Dowtin (6)   | Gainbridge Fieldhouse 17 274 | 15 - 25 |
| 41    | 19 janvier  | @ Milwaukee         | D 109-123      | Tyrese Maxey (37)   | Quatre joueurs (6)     | Tyrese Maxey (7)  | Fiserv Forum 17 345          | 15 - 26 |
| 42    | 21 janvier  | @ Denver            | D 109-144      | Tyrese Maxey (28)   | Drummond, George (5)   | Tyrese Maxey (10) | Ball Arena 19 521            | 15 - 27 |
| 43    | 24 janvier  | Cleveland           | V 132-129      | Paul George (30)    | Oubre, Yabusele (13)   | Tyrese Maxey (7)  | Wells Fargo Center 19 760    | 16 - 27 |
| 44    | 25 janvier  | @ Chicago           | V 109-97       | Tyrese Maxey (31)   | Kelly Oubre (12)       | Tyrese Maxey (9)  | United Center 20 153         | 17 - 27 |
| 45    | 28 janvier  | L.A. Lakers         | V 118-104      | Tyrese Maxey (43)   | Kelly Oubre (8)        | Kelly Oubre (5)   | Wells Fargo Center 19 775    | 18 - 27 |
| 46    | 29 janvier  | Sacramento          | V 117-104      | Tyrese Maxey (30)   | Adem Bona (7)          | Lowry, Maxey (8)  | Wells Fargo Center 19 770    | 19 - 27 |
| 47    | 31 janvier  | Denver              | D 134-137      | Tyrese Maxey (42)   | Oubre, Yabusele (7)    | Tyrese Maxey (9)  | Wells Fargo Center 19 764    | 19 - 28 |

| Match                  | Date match | Équipe      | Score     | Meilleur marqueur  | Meilleur rebondeur     | Meilleur passeur     | Lieux Spectateurs            | Série   |
| ---------------------- | ---------- | ----------- | --------- | ------------------ | ---------------------- | -------------------- | ---------------------------- | ------- |
| 48                     | 2 février  | Boston      | D 110-118 | Tyrese Maxey (34)  | Kelly Oubre (13)       | Ricky Council IV (8) | Wells Fargo Center 19 766    | 19 - 29 |
| 49                     | 4 février  | Dallas      | V 118-116 | Tyrese Maxey (33)  | Joel Embiid (11)       | Tyrese Maxey (13)    | Wells Fargo Center 19 756    | 20 - 29 |
| 50                     | 5 février  | Miami       | D 101-108 | Tyrese Maxey (31)  | Kelly Oubre (11)       | Gordon, Maxey (5)    | Wells Fargo Center 19 770    | 20 - 30 |
| 51                     | 7 février  | @ Détroit   | D 112-125 | Tyrese Maxey (27)  | Kelly Oubre (11)       | Tyrese Maxey (7)     | Little Caesars Arena 19 241  | 20 - 31 |
| 52                     | 9 février  | @ Milwaukee | D 127-135 | Tyrese Maxey (39)  | Joel Embiid (12)       | Embiid, George (6)   | Fiserv Forum 17 341          | 20 - 32 |
| 53                     | 11 février | Toronto     | D 103-106 | Joel Embiid (27)   | Joel Embiid (12)       | Trois joueurs (4)    | Wells Fargo Center 19 767    | 20 - 33 |
| 54                     | 12 février | @ Brooklyn  | D 96-100  | Grimes, Oubre (30) | Quentin Grimes (9)     | Jared Butler (9)     | Barclays Center 16 133       | 20 - 34 |
| NBA All-Star Game 2025 |            |             |           |                    |                        |                      |                              |         |
| 55                     | 20 février | Boston      | D 104-124 | Paul George (17)   | Guerschon Yabusele (8) | Tyrese Maxey (7)     | Wells Fargo Center 19 752    | 20 - 35 |
| 56                     | 22 février | Brooklyn    | D 103-105 | Tyrese Maxey (31)  | Guerschon Yabusele (8) | Trois joueurs (5)    | Wells Fargo Center 20 431    | 20 - 36 |
| 57                     | 24 février | Chicago     | D 110-142 | George, Oubre (19) | Drummond, Oubre (8)    | Jared Butler (5)     | Wells Fargo Center 19 765    | 20 - 37 |
| 58                     | 26 février | @ New York  | D 105-110 | Tyrese Maxey (30)  | Andre Drummond (9)     | Paul George (7)      | Madison Square Garden 19 812 | 20 - 38 |

| Match | Date match | Équipe                | Score          | Meilleur marqueur      | Meilleur rebondeur      | Meilleur passeur          | Lieux Spectateurs               | Série   |
| ----- | ---------- | --------------------- | -------------- | ---------------------- | ----------------------- | ------------------------- | ------------------------------- | ------- |
| 59    | 1er mars   | Golden State          | V 126-119      | Quentin Grimes (44)    | Andre Drummond (14)     | Tyrese Maxey (11)         | Wells Fargo Center 20 159       | 21 - 38 |
| 60    | 3 mars     | Portland              | D 102-119      | Andre Drummond (25)    | Andre Drummond (18)     | Quentin Grimes (9)        | Wells Fargo Center 19 776       | 21 - 39 |
| 61    | 4 mars     | @ Minnesota           | D 112-126      | Quentin Grimes (30)    | Trois joueurs (7)       | Paul George (6)           | Target Center 17 297            | 21 - 40 |
| 62    | 6 mars     | @ Boston              | D 105-123      | Kelly Oubre (27)       | Andre Drummond (10)     | Kelly Oubre (6)           | TD Garden 19 156                | 21 - 41 |
| 63    | 9 mars     | Utah                  | V 126-122      | Grimes, Walker IV (25) | Adem Bona (15)          | Jared Butler (9)          | Wells Fargo Center 19 757       | 22 - 41 |
| 64    | 10 mars    | @ Atlanta             | D 123-132      | Quentin Grimes (35)    | Quentin Grimes (7)      | Jared Butler (6)          | State Farm Arena 15 269         | 22 - 42 |
| 65    | 12 mars    | @ Toronto             | D 105-118      | Quentin Grimes (29)    | Adem Bona (9)           | Jared Butler (8)          | Scotiabank Arena 18 864         | 22 - 43 |
| 66    | 14 mars    | Indiana               | D 100-112      | Jeff Dowtin (24)       | Guerschon Yabusele (15) | Butler, Dowtin (4)        | Wells Fargo Center 19 758       | 22 - 44 |
| 67    | 16 mars    | @ Dallas              | V 130-125      | Quentin Grimes (28)    | Ricky Council IV (10)   | Jared Butler (7)          | American Airlines Center 19 825 | 23 - 44 |
| 68    | 17 mars    | @ Houston             | D 137-144 (OT) | Quentin Grimes (46)    | Quentin Grimes (13)     | Jared Butler (5)          | Toyota Center 16 648            | 23 - 45 |
| 69    | 19 mars    | @ Oklahoma City       | D 100-133      | Quentin Grimes (28)    | Chuma Okeke (15)        | Grimes, Hood-Schifino (5) | Paycom Center 18 203            | 23 - 46 |
| 70    | 21 mars    | @ San Antonio         | D 120-128      | Edwards, Grimes (25)   | Guerschon Yabusele (9)  | Quentin Grimes (10)       | Frost Bank Center 17 803        | 23 - 47 |
| 71    | 23 mars    | @ Atlanta             | D 119-132      | Quentin Grimes (26)    | Chuma Okeke (8)         | Quentin Grimes (6)        | State Farm Arena 16 161         | 23 - 48 |
| 72    | 24 mars    | @ La Nouvelle-Orléans | D 99-112       | Butler, Edwards (19)   | Chuma Okeke (9)         | Trois joueurs (4)         | Smoothie King Center 16 987     | 23 - 49 |
| 73    | 26 mars    | Washington            | D 114-119      | Quentin Grimes (22)    | Justin Edwards (10)     | Butler, Grimes (4)        | Wells Fargo Center 19 770       | 23 - 50 |
| 74    | 29 mars    | Miami                 | D 95-118       | Jared Butler (19)      | Adem Bona (10)          | Jared Butler (10)         | Wells Fargo Center 20 079       | 23 - 51 |
| 75    | 30 mars    | Toronto               | D 109-127      | Lonnie Walker IV (23)  | Ricky Council IV (11)   | Lonnie Walker IV (7)      | Wells Fargo Center 19 785       | 23 - 52 |

| Match | Date match | Équipe       | Score     | Meilleur marqueur      | Meilleur rebondeur   | Meilleur passeur    | Lieux Spectateurs            | Série   |
| ----- | ---------- | ------------ | --------- | ---------------------- | -------------------- | ------------------- | ---------------------------- | ------- |
| 76    | 1er avril  | @ New York   | D 91-105  | Quentin Grimes (26)    | Bagley, Bona (8)     | Jared Butler (7)    | Madison Square Garden 19 314 | 23 - 53 |
| 77    | 3 avril    | Milwaukee    | D 113-126 | Adem Bona (28)         | Justin Edwards (8)   | Quentin Grimes (10) | Wells Fargo Center 19 763    | 23 - 54 |
| 78    | 5 avril    | Minnesota    | D 109-114 | Quentin Grimes (28)    | Adem Bona (10)       | Jared Butler (8)    | Wells Fargo Center 19 755    | 23 - 55 |
| 79    | 7 avril    | @ Miami      | D 105-117 | Grimes, Walker IV (29) | Adem Bona (11)       | Quentin Grimes (6)  | Kaseya Center 19 700         | 23 - 56 |
| 80    | 9 avril    | @ Washington | V 122-103 | Lonnie Walker IV (24)  | Colin Castleton (14) | Quentin Grimes (7)  | Capital One Arena 17 222     | 24 - 56 |
| 81    | 11 avril   | Atlanta      | V 110-124 | Jared Butler (25)      | Marcus Bagley (10)   | Jared Butler (7)    | Wells Fargo Center 19 752    | 24 - 57 |
| 82    | 13 avril   | Chicago      | D 102-122 | Lonnie Walker IV (31)  | Marcus Bagley (15)   | Butler, Mobley (5)  | Wells Fargo Center 20 059    | 24 - 58 |

### Confrontations en saison régulière
| Conférence Est      | Conférence Est                              | Conférence Est                              | Conférence Est                              | Conférence Est                              | Conférence Ouest                            | Conférence Ouest                            | Conférence Ouest                            |
| Division Atlantique | Division Atlantique                         | Division Atlantique                         | Division Atlantique                         | Division Atlantique                         | Division Nord-Ouest                         | Division Nord-Ouest                         | Division Nord-Ouest                         |
| Équipe              | Domicile                                    | Domicile                                    | Extérieur                                   | Extérieur                                   | Équipe                                      | Domicile                                    | Extérieur                                   |
| ------------------- | ------------------------------------------- | ------------------------------------------- | ------------------------------------------- | ------------------------------------------- | ------------------------------------------- | ------------------------------------------- | ------------------------------------------- |
| Boston              | 110-118                                     | 104-124                                     | 118-114                                     | 105-123                                     | Denver                                      | 134-137                                     | 109-144                                     |
| Brooklyn            | 113-98                                      | 103-105                                     | 123-94                                      | 96-100                                      | Minnesota                                   | 109-114                                     | 112-126                                     |
| New York            | 99-111                                      | 119-125 (OT)                                | 105-110                                     | 91-105                                      | Oklahoma City                               | 102-118                                     | 100-133                                     |
|                     |                                             |                                             |                                             |                                             | Portland                                    | 102-119                                     | 125-103                                     |
| Toronto             | 103-106                                     | 109-127                                     | 107-115                                     | 105-118                                     | Utah                                        | 126-122                                     | 114-111                                     |
| Division            | 3–13 (Domicile : 1–7; Extérieur : 2–6)      | 3–13 (Domicile : 1–7; Extérieur : 2–6)      | 3–13 (Domicile : 1–7; Extérieur : 2–6)      | 3–13 (Domicile : 1–7; Extérieur : 2–6)      | Division                                    | 3–7 (Domicile : 1–4; Extérieur : 2–3)       | 3–7 (Domicile : 1–4; Extérieur : 2–3)       |
| Division Centrale   | Division Centrale                           | Division Centrale                           | Division Centrale                           | Division Centrale                           | Division Pacifique                          | Division Pacifique                          | Division Pacifique                          |
| Équipe              | Domicile                                    | Domicile                                    | Extérieur                                   | Extérieur                                   | Équipe                                      | Domicile                                    | Extérieur                                   |
| Chicago             | 110-142                                     | 102-122                                     | 108-100                                     | 109-97                                      | Golden State                                | 126-119                                     | 105-139                                     |
| Cleveland           | 106-114                                     | 132-129                                     | 99-126                                      |                                             | L.A. Clippers                               | 99-125                                      | 98-110                                      |
| Détroit             | 95-105                                      |                                             | 111-96                                      | 112-125                                     | L.A. Lakers                                 | 118-104                                     | 106-116                                     |
| Indiana             | 107-121                                     | 100-112                                     | 118-114 (OT)                                | 102-115                                     | Phoenix                                     | 99-109                                      | 116-118                                     |
| Milwaukee           | 109-124                                     | 113-126                                     | 109-123                                     | 127-135                                     | Sacramento                                  | 117-104                                     | 107-113                                     |
| Division            | 5–13 (Domicile : 1–8; Extérieur : 4–5)      | 5–13 (Domicile : 1–8; Extérieur : 4–5)      | 5–13 (Domicile : 1–8; Extérieur : 4–5)      | 5–13 (Domicile : 1–8; Extérieur : 4–5)      | Division                                    | 3–7 (Domicile : 3–2; Extérieur : 0–5)       | 3–7 (Domicile : 3–2; Extérieur : 0–5)       |
| Division Sud-Est    | Division Sud-Est                            | Division Sud-Est                            | Division Sud-Est                            | Division Sud-Est                            | Division Sud-Ouest                          | Division Sud-Ouest                          | Division Sud-Ouest                          |
| Équipe              | Domicile                                    | Domicile                                    | Extérieur                                   | Extérieur                                   | Équipe                                      | Domicile                                    | Extérieur                                   |
| Atlanta             | 110-124                                     |                                             | 123-132                                     | 119-132                                     | Dallas                                      | 118-116                                     | 130-125                                     |
| Charlotte           | 107-105 (OT)                                | 108-98                                      | 110-104                                     | 121-108                                     | Houston                                     | 115-122 (OT)                                | 137-144 (OT)                                |
| Miami               | 101-108                                     | 95-118                                      | 89-106                                      | 105-117                                     | Memphis                                     | 107-124                                     | 111-117                                     |
| Orlando             | 102-106                                     | 102-94                                      | 86-98                                       | 99-104                                      | New Orleans                                 | 115-123                                     | 99-112                                      |
| Washington          | 109-103                                     | 114-119                                     | 122-103                                     |                                             | San Antonio                                 | 111-106                                     | 120-128                                     |
| Division            | 7–11 (Domicile : 4–5; Extérieur : 3–6)      | 7–11 (Domicile : 4–5; Extérieur : 3–6)      | 7–11 (Domicile : 4–5; Extérieur : 3–6)      | 7–11 (Domicile : 4–5; Extérieur : 3–6)      | Division                                    | 3–7 (Domicile : 2–3; Extérieur : 1–4)       | 3–7 (Domicile : 2–3; Extérieur : 1–4)       |
| Conférence          | 15–37 (Domicile : 6–20; Extérieur : 9–17)   | 15–37 (Domicile : 6–20; Extérieur : 9–17)   | 15–37 (Domicile : 6–20; Extérieur : 9–17)   | 15–37 (Domicile : 6–20; Extérieur : 9–17)   | Conférence                                  | 9–21 (Domicile : 6–9; Extérieur : 3–12)     | 9–21 (Domicile : 6–9; Extérieur : 3–12)     |
| Total               | 24–58 (Domicile : 12–29; Extérieur : 12–29) | 24–58 (Domicile : 12–29; Extérieur : 12–29) | 24–58 (Domicile : 12–29; Extérieur : 12–29) | 24–58 (Domicile : 12–29; Extérieur : 12–29) | 24–58 (Domicile : 12–29; Extérieur : 12–29) | 24–58 (Domicile : 12–29; Extérieur : 12–29) | 24–58 (Domicile : 12–29; Extérieur : 12–29) |

## Classements

### Saison régulière
| Conférence Est | Conférence Est             | Conférence Est | Conférence Est | Conférence Est | Conférence Est | Conférence Est | Conférence Est |
| No             | Franchise                  | Vic.           | Déf.           | MJ             | V/D            | GB             |                |
| -------------- | -------------------------- | -------------- | -------------- | -------------- | -------------- | -------------- | -------------- |
| 1              | Cavaliers de Cleveland - c | 64             | 18             | 82             | .780           | –              |                |
| 2              | Celtics de Boston - y      | 61             | 21             | 82             | .744           | 3              |                |
| 3              | Knicks de New York - x     | 51             | 31             | 82             | .622           | 13             |                |
| 4              | Pacers de l'Indiana - x    | 50             | 32             | 82             | .610           | 14             |                |
| 5              | Bucks de Milwaukee - x     | 48             | 34             | 82             | .585           | 16             |                |
| 6              | Pistons de Détroit - x     | 44             | 38             | 82             | .537           | 20             |                |
|                |                            |                |                |                |                |                |                |
| 7              | Magic d'Orlando - y        | 41             | 41             | 82             | .500           | 23             |                |
| 8              | Hawks d'Atlanta - pi       | 40             | 42             | 82             | .488           | 24             |                |
| 9              | Bulls de Chicago - pi      | 39             | 43             | 82             | .476           | 25             |                |
| 10             | Heat de Miami - x          | 37             | 45             | 82             | .451           | 27             |                |
|                |                            |                |                |                |                |                |                |
| 11             | Raptors de Toronto - o     | 30             | 52             | 82             | .366           | 34             |                |
| 12             | Nets de Brooklyn - o       | 26             | 56             | 82             | .317           | 38             |                |
| 13             | 76ers de Philadelphie - o  | 24             | 58             | 82             | .293           | 40             |                |
| 14             | Hornets de Charlotte - o   | 19             | 63             | 82             | .232           | 45             |                |
| 15             | Wizards de Washington - o  | 18             | 64             | 82             | .220           | 46             |                |

| Division Atlantique       | V  | D  | MJ | V/D  | GB | Dom   | Ext   | Div  |
| ------------------------- | -- | -- | -- | ---- | -- | ----- | ----- | ---- |
| Celtics de Boston - y     | 61 | 21 | 82 | .744 | –  | 29-13 | 33-8  | 14-2 |
| Knicks de New York - x    | 51 | 31 | 82 | .622 | 10 | 27-14 | 24-17 | 12-4 |
| Raptors de Toronto - o    | 30 | 52 | 82 | .366 | 31 | 18-23 | 12-29 | 8-8  |
| Nets de Brooklyn - o      | 26 | 56 | 82 | .317 | 35 | 12-29 | 14-27 | 3-13 |
| 76ers de Philadelphie - o | 24 | 58 | 82 | .293 | 37 | 12-29 | 12-29 | 3-13 |

### NBA In-Season Tournament
| Rang | Équipe                | %     | J | G | P | Pp  | Pc  | Diff |
| ---- | --------------------- | ----- | - | - | - | --- | --- | ---- |
| 1    | Knicks de New York    | 1.000 | 4 | 4 | 0 | 455 | 425 | 30   |
| 2    | Magic d'Orlando       | .750  | 4 | 3 | 1 | 441 | 396 | 45   |
| 3    | 76ers de Philadelphie | .500  | 4 | 2 | 2 | 408 | 411 | -3   |
| 4    | Nets de Brooklyn      | .250  | 4 | 1 | 3 | 436 | 475 | -39  |
| 5    | Hornets de Charlotte  | .000  | 4 | 0 | 4 | 406 | 439 | -33  |

|  | Quarts de finale                     | Quarts de finale                 | Quarts de finale                 | Quarts de finale                 |                         |                         | Demi-finales                     | Demi-finales                     | Demi-finales                     | Demi-finales                     |  |  | Finale                           | Finale                           | Finale                           | Finale                           |
|  |                                      |                                  |                                  |                                  |                         |                         |                                  |                                  |                                  |                                  |  |  |                                  |                                  |                                  |                                  |
|  | 10 décembre 2024 – Milwaukee, WI     | 10 décembre 2024 – Milwaukee, WI | 10 décembre 2024 – Milwaukee, WI | 10 décembre 2024 – Milwaukee, WI |                         |                         | 14 décembre 2024 – Las Vegas, NV | 14 décembre 2024 – Las Vegas, NV | 14 décembre 2024 – Las Vegas, NV | 14 décembre 2024 – Las Vegas, NV |  |  | 17 décembre 2024 – Las Vegas, NV | 17 décembre 2024 – Las Vegas, NV | 17 décembre 2024 – Las Vegas, NV | 17 décembre 2024 – Las Vegas, NV |
|  | 10 décembre 2024 – Milwaukee, WI     | 10 décembre 2024 – Milwaukee, WI | 10 décembre 2024 – Milwaukee, WI | 10 décembre 2024 – Milwaukee, WI |                         |                         | 14 décembre 2024 – Las Vegas, NV | 14 décembre 2024 – Las Vegas, NV | 14 décembre 2024 – Las Vegas, NV | 14 décembre 2024 – Las Vegas, NV |  |  | 17 décembre 2024 – Las Vegas, NV | 17 décembre 2024 – Las Vegas, NV | 17 décembre 2024 – Las Vegas, NV | 17 décembre 2024 – Las Vegas, NV |
|  | Bucks de Milwaukee                   | Bucks de Milwaukee               | 114                              | 114                              |                         |                         | 14 décembre 2024 – Las Vegas, NV | 14 décembre 2024 – Las Vegas, NV | 14 décembre 2024 – Las Vegas, NV | 14 décembre 2024 – Las Vegas, NV |  |  | 17 décembre 2024 – Las Vegas, NV | 17 décembre 2024 – Las Vegas, NV | 17 décembre 2024 – Las Vegas, NV | 17 décembre 2024 – Las Vegas, NV |
|  | Bucks de Milwaukee                   | Bucks de Milwaukee               | 114                              | 114                              |                         |                         | 14 décembre 2024 – Las Vegas, NV | 14 décembre 2024 – Las Vegas, NV | 14 décembre 2024 – Las Vegas, NV | 14 décembre 2024 – Las Vegas, NV |  |  | 17 décembre 2024 – Las Vegas, NV | 17 décembre 2024 – Las Vegas, NV | 17 décembre 2024 – Las Vegas, NV | 17 décembre 2024 – Las Vegas, NV |
|  | Magic d'Orlando                      | Magic d'Orlando                  | 109                              | 109                              |                         |                         | 14 décembre 2024 – Las Vegas, NV | 14 décembre 2024 – Las Vegas, NV | 14 décembre 2024 – Las Vegas, NV | 14 décembre 2024 – Las Vegas, NV |  |  | 17 décembre 2024 – Las Vegas, NV | 17 décembre 2024 – Las Vegas, NV | 17 décembre 2024 – Las Vegas, NV | 17 décembre 2024 – Las Vegas, NV |
|  | Magic d'Orlando                      | Magic d'Orlando                  | 109                              | 109                              | Bucks de Milwaukee      | Bucks de Milwaukee      | 110                              | 110                              |                                  |                                  |  |  | 17 décembre 2024 – Las Vegas, NV | 17 décembre 2024 – Las Vegas, NV | 17 décembre 2024 – Las Vegas, NV | 17 décembre 2024 – Las Vegas, NV |
|  | 11 décembre 2024 – New York, NY      |                                  |                                  |                                  | Bucks de Milwaukee      | Bucks de Milwaukee      | 110                              | 110                              |                                  |                                  |  |  | 17 décembre 2024 – Las Vegas, NV | 17 décembre 2024 – Las Vegas, NV | 17 décembre 2024 – Las Vegas, NV | 17 décembre 2024 – Las Vegas, NV |
|  |                                      |                                  | Hawks d'Atlanta                  | Hawks d'Atlanta                  | 102                     | 102                     |                                  |                                  |                                  |                                  |  |  | 17 décembre 2024 – Las Vegas, NV | 17 décembre 2024 – Las Vegas, NV | 17 décembre 2024 – Las Vegas, NV | 17 décembre 2024 – Las Vegas, NV |
|  | Knicks de New York                   | Knicks de New York               | Hawks d'Atlanta                  | Hawks d'Atlanta                  | 102                     | 102                     | 100                              | 100                              |                                  |                                  |  |  | 17 décembre 2024 – Las Vegas, NV | 17 décembre 2024 – Las Vegas, NV | 17 décembre 2024 – Las Vegas, NV | 17 décembre 2024 – Las Vegas, NV |
|  | Knicks de New York                   | Knicks de New York               | 14 décembre 2024 – Las Vegas, NV |                                  |                         |                         | 100                              | 100                              |                                  |                                  |  |  | 17 décembre 2024 – Las Vegas, NV | 17 décembre 2024 – Las Vegas, NV | 17 décembre 2024 – Las Vegas, NV | 17 décembre 2024 – Las Vegas, NV |
|  | Hawks d'Atlanta                      | Hawks d'Atlanta                  | 108                              | 108                              |                         |                         |                                  |                                  |                                  |                                  |  |  | 17 décembre 2024 – Las Vegas, NV | 17 décembre 2024 – Las Vegas, NV | 17 décembre 2024 – Las Vegas, NV | 17 décembre 2024 – Las Vegas, NV |
|  | Hawks d'Atlanta                      | Hawks d'Atlanta                  | 108                              | 108                              | Bucks de Milwaukee      | Bucks de Milwaukee      | 97                               | 97                               |                                  |                                  |  |  |                                  |                                  |                                  |                                  |
|  | 10 décembre 2024 – Oklahoma City, OK |                                  |                                  |                                  | Bucks de Milwaukee      | Bucks de Milwaukee      | 97                               | 97                               |                                  |                                  |  |  |                                  |                                  |                                  |                                  |
|  |                                      |                                  | Thunder d'Oklahoma City          | Thunder d'Oklahoma City          | 81                      | 81                      |                                  |                                  |                                  |                                  |  |  |                                  |                                  |                                  |                                  |
|  | Thunder d'Oklahoma City              | Thunder d'Oklahoma City          | Thunder d'Oklahoma City          | Thunder d'Oklahoma City          | 81                      | 81                      | 118                              | 118                              |                                  |                                  |  |  |                                  |                                  |                                  |                                  |
|  | Thunder d'Oklahoma City              | Thunder d'Oklahoma City          |                                  |                                  |                         |                         |                                  |                                  |                                  |                                  |  |  |                                  |                                  |                                  |                                  |
|  | Mavericks de Dallas                  | Mavericks de Dallas              | 104                              | 104                              |                         |                         |                                  |                                  |                                  |                                  |  |  |                                  |                                  |                                  |                                  |
|  | Mavericks de Dallas                  | Mavericks de Dallas              | 104                              | 104                              | Thunder d'Oklahoma City | Thunder d'Oklahoma City | 111                              | 111                              |                                  |                                  |  |  |                                  |                                  |                                  |                                  |
|  | 11 décembre 2024 – Houston, TX       |                                  |                                  |                                  | Thunder d'Oklahoma City | Thunder d'Oklahoma City | 111                              | 111                              |                                  |                                  |  |  |                                  |                                  |                                  |                                  |
|  |                                      |                                  | Rockets de Houston               | Rockets de Houston               | 96                      | 96                      |                                  |                                  |                                  |                                  |  |  |                                  |                                  |                                  |                                  |
|  | Rockets de Houston                   | Rockets de Houston               | Rockets de Houston               | Rockets de Houston               | 96                      | 96                      | 91                               | 91                               |                                  |                                  |  |  |                                  |                                  |                                  |                                  |
|  | Rockets de Houston                   | Rockets de Houston               |                                  |                                  |                         |                         |                                  | 91                               |                                  |                                  |  |  |                                  |                                  |                                  |                                  |
|  | Warriors de Golden State             | Warriors de Golden State         | 90                               | 90                               |                         |                         |                                  |                                  |                                  |                                  |  |  |                                  |                                  |                                  |                                  |
|  | Warriors de Golden State             | Warriors de Golden State         | 90                               | 90                               |                         |                         |                                  |                                  |                                  |                                  |  |  |                                  |                                  |                                  |                                  |
|  |                                      |                                  |                                  |                                  |                         |                         |                                  |                                  |                                  |                                  |  |  |                                  |                                  |                                  |                                  |